# Cichlasoma dimerus
Cichlasoma dimerus es una especie de peces Perciformes de la familia Cichlidae.

## Morfología
Los machos pueden llegar alcanzar los 11,7 cm de longitud total.

## Dimorfismo sexual
los machos tienen las aletas dorsal y anal terminadas en puntas y la hembra las tiene redondeadas, los machos también poseen prolongaciones filamentosas en las aletas ventrales.

## Reproducción
son peces de fecundación externa con cuidado biparental de la progenie, la hembra deposita los huevos sobre un sustrato liso y el macho los fecunda. La hembra cuida la puesta en cuanto el macho defiende a la hembra y el territorio. Los alevines nacerán a los tres días de realizada la puesta, estos comenzarán el nado libre a los ocho días de nacidos y en ese momento el macho y la hembra se pondrán más agresivos para protegerlos.

## Distribución geográfica
Se encuentra en las cuencas del río Paraná (Brasil, Bolivia, Argentina y Paraguay) y el río Uruguay (Brasil, Argentina y Uruguay).